# Flughafen Kundus

i8
i11
i13
Der Flughafen Kundus (englisch Kunduz Airport, IATA-Code: UND, ICAO-Code: QAUZ) ist ein Flughafen mehrere Kilometer südlich der nordafghanischen Stadt Kundus.
Der Flugplatz liegt 14 km westlich von Chanabad, 40 km südlich des Amudarja und 53 km südlich der tadschikischen Grenze. Er wurde von der ISAF und von karitativen Organisationen genutzt. Er wurde durch Kampfhandlungen stark in Mitleidenschaft gezogen. Die Start- und Landebahn ist 1996 m lang und liegt auf einer Höhe von 435 Meter.